# Шарле, Никола-Туссен
Никола́-Туссе́н Шарле́ (фр. Nicolas-Toussaint Charlet; 20 декабря 1792 года, Париж — 30 декабря 1845 года, там же) — французский художник, рисовальщик и гравёр.

## Биография и творчество

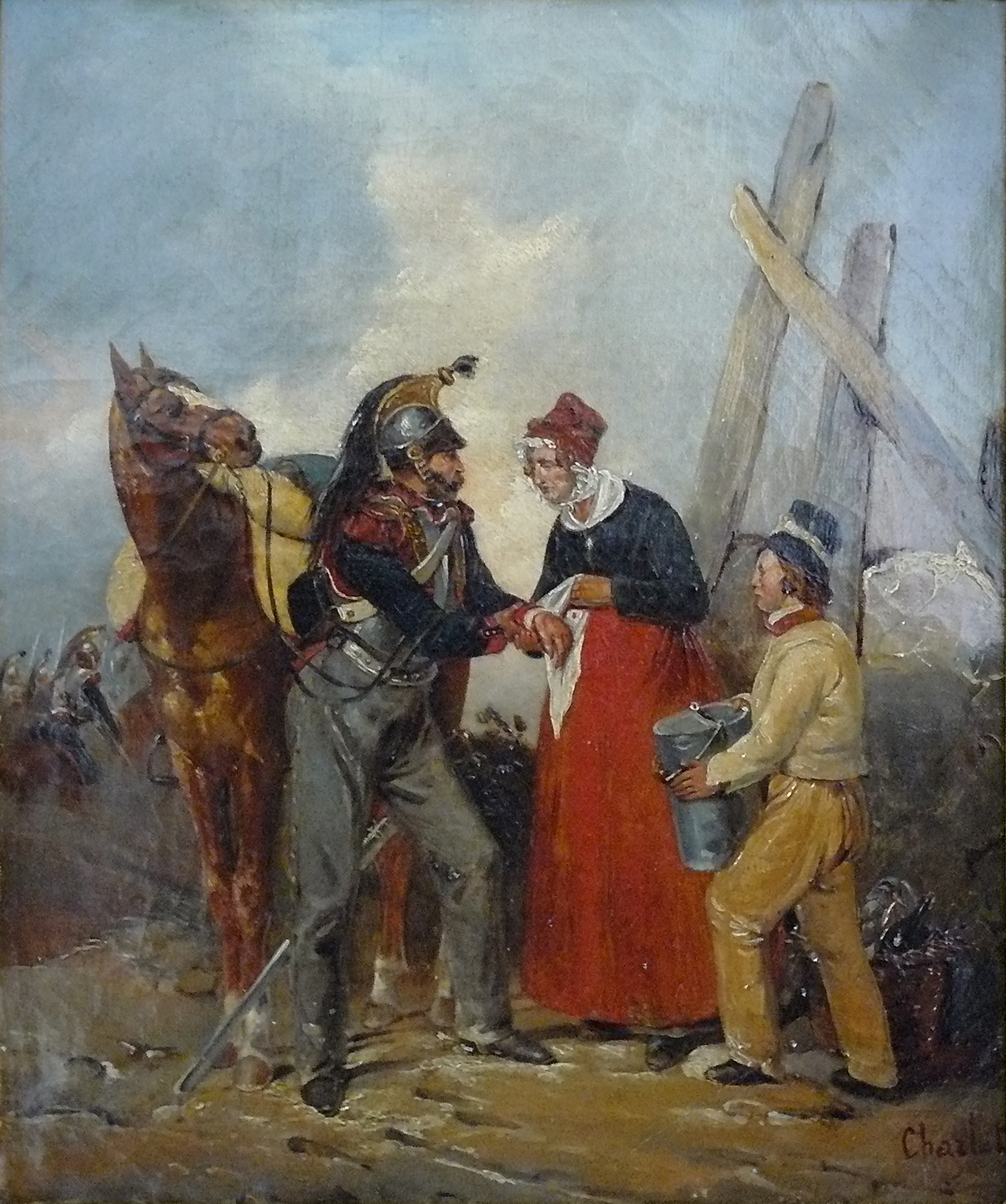
Крестьянка перевязывает раненого кирасира

Сын наполеоновского гренадера. Ещё на школьной скамье выказывал горячую любовь к рисованию; в последние годы первой империи служил писцом, но после реставрации Бурбонов был за бонапартизм уволен с должности.
В 1817 году поступил в ученики к знаменитому баталисту, барону Гро. В начале своей художественной деятельности писал масляными красками, рисовал и литографировал типы солдат наполеоновского времени и сцены их быта, но потом стал брать сюжеты также из жизни низшего сословия — изображать рыночных торговок, рабочих, уличных мальчишек, праздношатающихся и т. п.

### Литографии и акварели
Литографии Шарле, замечательные по характерности представленных в них фигур, по правдивости и жизненности содержания, добродушно-юмористичные, расходились в огромном количестве экземпляров во всех слоях французского общества и принесли художнику такую же популярность, как песни Беранже автору-поэту. Это не просто художественные произведения, но и документы, наглядно знакомящие с французским народным бытом первой половины XIX столетия.
В такой же степени любопытны и многочисленные акварели кисти Шарле.

### Картины маслом
Картин, писанных масляными красками, он оставил после себя очень немного; важнейшие среди них:
- «Эпизод из наполеоновского похода в Россию» (Версаль),
- «Переправа маршала Моро через Рейн» (Лионский музей),
- «Транспорт раненых» (музей Бордо).

## Память
Улица 15-го городского округа Парижа названа его именем; c 1883 года она носила название rue Charlet, с 1900 — rue Nicolas-Toussaint Charlet.